# アレクサンドル・アヴェレスク
アレクサンドル・アヴェレスク（Alexandru Averescu、1859年4月9日 - 1938年10月3日）は、ルーマニアの軍人、政治家。元帥。
第一次世界大戦中にルーマニア陸軍司令官を務め、3度首相となった他、1918年1月-3月には外相、1938年には無任所相を務めた。1907年の農民蜂起の鎮圧で頭角を現し、モルダビアのルーマニア戦線で評価を高めた後、1920年から1921年にかけて政権を握った国民自由党に接近し、フェルディナンド1世と国民自由党の後援およびコンスタンチン・アルゲトイアヌやタケ・イオネスクの支援を得て権力を握った。
彼は国民自由党の指導者イオン・ブラティアヌの支持の下、野党勢力により引きずり下ろされるまでの間に農地改革を法制化し、共産主義活動の抑止政策を取った。1926年から1927年にかけてはイタリアファシスト政権との間で締結した条約が物議を醸し、国外逃亡していたルーマニア王子カロルと復位の密約を結んだ。アヴェレスクは国民自由党の退潮に直面するが、多数の右翼勢力との取引の末、カロルを帰国させカロル2世として即位させるのに貢献した。
アヴェレスクは前線の回想録を含む12以上の著書を執筆し、ルーマニア・アカデミーの名誉会員にも列した。ミハイ勇敢公勲章を授けられた他、1930年にルーマニア元帥に列せられた。